# ليلة الريش
ليلة الريش، هي رواية للاديب جمال ناجي أنجزت في العام 2004 ونشرتها المؤسسة العربية للدراسات والنشر - بيروت، وهي تعتبر واحدة من الروايات النادرة التي استطاعت ترويض لغة المال والاقتصاد واقتيادها إلى ساحة الأدب والإبداع، وهي تبحث في قضايا المدينة العربية وشراستها واضطراب العلاقات فيها، وتحولها نحو المنفعة الصرفة بمنأى عن الجوانب الإنسانية والعاطفية. 

## ملخص الرواية
تتحدث الرواية عن عالم البنوك والمال من خلال تأسيس مصرف يتطور وينمو إلى ان ينتشر في أنحاء العالم، وتتطرق إلى الفلسفة الكامنة وراء هذا النجاح وما اعترضه من عقبات كادت تودي به، إضافة إلى بروز الوعي النقابي لدى العاملين في المصرف وانتفاضتهم واصطدامهم مع إدارته التي يمثلها «الحاج خليل المحمود» ومدراء دوائر المصرف، حيث يقود هذه الانتفاضة موظف اسمه «عامر الحاوي» الذي يلعب دورا أساسيا في تغيير أنماط التفكير والتعامل التي ينتهجها اصحاب رؤوس الأموال في تعاملهم مع القوى المنتجة، وتترافق هذه الأحداث مع علاقة حب تنشأ بين عامر الحاوي و«واحة» التي تمثل مفصلا مهما في حياته، وملهما له في حراكه النقابي وإقباله على الحياة، ويتوازى مع هذه العلاقة قصة حب بين مدير المصرف «الحاج خليل المحمود» وبين امرأة إيطالية «كلاوديا» التي تمارس دور المهديء الجسدي والنفسي له في ظروف توتره وانفعالاته واحتقاناته التي تبلغ ذروتها حين يفقد صلته بالواقع المادي ويعيش في عوالمه الذهنية التي تؤدي إلى اضطرابه وعزله من منصبه وتخلي صديقته «كلاوديا» عنه، ثم تسليم المهمة لإبنه «رجب» الذي يقود حملة تحديث وأتمتة في المصرف ويتخلص من عدد كبير من الرؤوس التي تحكمت بإدارة البنك كي يستبدلها بطاقات شابة قادرة على التعامل مع المتطلبات الجديدة للعولمة وانعكاساتها المالية والمصرفية، لكنه يجد نفسه من جديد أمام انتفاضة العاملين ومطالبهم بقيادة عامر الحاوي ولجنته التي تمتد لتطال عمق إدارة المصرف، وفي مقابل ذلك يتمكن رجب من حل مشكلة الموظفين بدهاء من خلال سلطة المال، ويقوض تحرك الموظفين، ويجد عامر الحاوي نفسه في النهاية معزولا ولا يبقى له سوى علاقة الحب التي تربطه بـ«واحة».  

## دراسة الرواية
تكشف هذه الرواية عن قرب، ما ينطوي عليه عالم المال من أسرار وفلسفات وأفكار تختلف عما هو متداول، وهي الأسرار التي تقف وراء ما يحقق البنك من قفزات، إضافة إلى الأساليب الغريبة التي يتبعها للالتفاف على قضايا العاملين فيه وحل الإشكالات مع السلطات النقدية في البلاد، كذلك استعداد أصحاب رؤوس المال لتغيير وجهاتهم وفقا لما تمليه عليهم مصالحهم، بعيدا عن الاعتبارات الإنسانية أو غيرها.

## الشهادة الإبداعية للرواية
في شهادته الإبداعية «كل السلطة للحساب» التي قرأها في كل من القاهرة وعمان بمناسبة توقيع روايته «ليلة الريش»، يقول جمال ناجي:
```
(ربما نتذكر بعد حين، أننا صحونا من سباتنا وذهولنا، فوجدنا ان اعماقنا قد أقفرت، وخيولنا نفقت، وأرواحنا حزمت امتعتها استعدادا للرحيل، وان هذا العالم بات يحملنا ويستضيفنا على مضض بسبب استبداد الحساب بنا، وبسبب استخفافنا بالحزن الذي يغزونا كلما التفتنا حولنا ورأينا جثث عواطفنا الممزقة على الأرصفة، ومعاقل براءتنا التي فرت واختفت بين رزم النقود، فداستها مداحل الخبث الحسابي الذي احتلنا وشطب العفاف من حياتنا.)
```